# 1905 en hockey sur glace
Cette page présente les éléments de hockey sur glace de l'année 1905, que ce soit d'un point de vue rencontres internationales ou championnats nationaux. Les grandes dates des différentes compétitions sont données ainsi que les décès de personnalités du hockey mondial.